# Vyanda
Vyanda est une commune de la province de Bururi, au sud - ouest du Burundi, qui abrite la réserve naturelle de Vyanda (en).

## Divers
Le 29 avril 1972, Vyanda fut le théâtre de massacres,.

## Source
- (en) Cet article est partiellement ou en totalité issu de l’article de Wikipédia en anglais intitulé « Vyanda » (voir la liste des auteurs).